# 915病院
915病院（915びょういん、915병원）は、朝鮮民主主義人民共和国（北朝鮮）平壌直轄市兄弟山区域にある工作員専門の病院。正式名称は「朝鮮労働党915連絡所（ちょうせんろうどうとう915れんらくじょ）」であり、「915研究所（915けんきゅうじょ）」とも呼ばれる。

## 概要
北朝鮮工作員、工作員養成機関（金正日政治軍事大学）の教官・学生、招待所に生活する拉致被害者外国人のための病院である。工作員の家族であっても入院できるのは配偶者だけであり、子女でさえも特別な場合でなければ許可されない。機密保持が徹底しており、北朝鮮の一般市民にはあまり知られていない。
金正日政治軍事大学の南南西約1.8キロメートルのところに所在し、病院全体が小高い丘陵に囲まれていて外から内部を覗くことができない。病院本部の北に隣接して学生専用・外国人専用の病棟があり、工作員のための病棟は本部から離れた南方に6〜7棟、互いに離れた場所に分散して立地している。病院本部の東西両側には医師たちが居住する団地があり、本部の東北東には「麻薬研究所」がある。正門は敷地西側に設けられており、敷地全体が二重三重の鉄条網に囲まれている。一個中隊の兵力が動員されて厳重警備にあたり、正門前と麻薬研究所前には警備の詰め所があって常時2名の兵員が立ち番をしている。
この病院は、患者に一般治療をほどこすばかりではなく、工作員のホクロや傷跡といった身体的特徴を消すための整形手術もおこなっている。大部分の工作員が何らかの手術を受けているという。このほか、各種の毒薬や劇薬、テロ装備、麻酔剤や麻薬・覚醒剤を秘密裡に製造している。

## 機密保持
海外工作や対南工作にたずさわる工作員はじめ多くの秘密要員が頻繁に出入りする病院であり、当局は機密保持に神経をとがらせている。工作員候補の学生は、さほど大きな怪我でなければ金正日政治軍事大学構内の「695病院」で治療を受ける。
915病院では無断外出が禁じられており、入院患者の歩く通路も決まっている。また、機密保持徹底のため、患者には男女の見分けがつかないよう大きめの入院服（ガウン）を着せ、顔には互いの身分がわからないよう、外からは中が見えない覆い（保安帽）をかぶるよう指示される。ただし、長期入院患者や高齢の工作員、外国人患者がこの規則を守るのは、むしろ稀であった。 

## 麻薬部門
915病院の麻薬製造部門には約250名が従事している。病院敷地内でも阿片の原料となるケシの栽培がおこなわれている。北朝鮮では、咸鏡南道長津郡と赴戦郡の一帯にケシの大規模な農園があるが「白桔梗農園」と偽っている。ケシの汁は現地で1次加工されたのち、阿片として915病院研究所に運ばれてヘロインなどに2次加工される。最終的には、二重のビニールパックに入れられた粉末や注射器、直径5mm程度の錠剤などの製品になる。阿片の害はあまり周知されておらず、工作員はこれを痛み止めに使用することがある。
915病院で製造された麻薬・覚醒剤は、工作船によって日本、東南アジア、中東、ラテンアメリカなどへ運ばれ、その代価として外貨が得られ、また、かつては武器やココム製品（対共産圏輸出統制品）などと交換された。安明進によれば、日本の暴力団を連れてきて、質の高い麻薬を製造する研究がなされていたこともあったという。

## 麻酔剤と拉致
915病院では、このほかに拉致に使用する強力な麻酔剤も製造している。工作員養成を目的とする金正日政治軍事大学では、915病院で製作した麻酔剤を用いて拉致の実習を行う。麻酔剤はハンカチかタオルのような布にしみこませ、それで拉致対象者の口をふさいで気絶させる。気絶させたうえで頭から袋をかぶせることがマニュアル化されている。通常、麻酔剤は使い捨ておしぼりのような状態で保管されるが、プラスチック容器に入った錠剤を使用する場合もあり、この場合は15°C以下の温度で保管し、拉致直前に布切れや紙に包んで手で握って溶かす方法がとられる。

## 拉致被害者との関係
金賢姫が東北里の招待所で拉致被害者の田口八重子（朝鮮名「李恩恵」）から一対一の日本人化教育を受けていた1982年、田口が学生時代にテニスで痛めた腰痛が再発し、約一週間、915病院に入院して治療を受けたことがあった。金賢姫の回顧録によれば、田口は普段朝食を摂らず、コーヒーをよく飲んでいて痩せていたが、金が10日以上も学習ができなくなったので田口に面会に行ったところ、彼女は特別個室にいて、以前より血色がよくなり、まるまる太っていたという。なお、日本に帰国した拉致被害者の一人は、1985年1月頃まで田口八重子と横田めぐみ、北朝鮮工作員の金淑姫の3人が同居生活を送っていたが、途中で金淑姫がいなくなって田口と横田が平壌南方の忠龍里で2人で暮らすようになり、1986年春頃、田口が再び腰痛で915病院に入院したため、横田が1人残されたことを証言している。
北朝鮮で工作員教育を受けて1993年に韓国に亡命した安明進は、1990年5月、訓練中に腕を骨折して915病院に入院したとき、拉致被害者の古川了子（千葉県出身）を2度目撃している。1度目は、病院の外から外国人病棟に向かう姿を目撃している。このとき彼女は、「915」の数字が横に書かれた患者用のガウンを着用していたが、着用義務のある保安帽はかぶっていなかった。当時、30歳代半ばのようにみえたという。2度目は、外国人病棟の前で日光浴をしている彼女である。古川が入院したのは胃病のためであったという。